# مقاومة زيتون (1915)

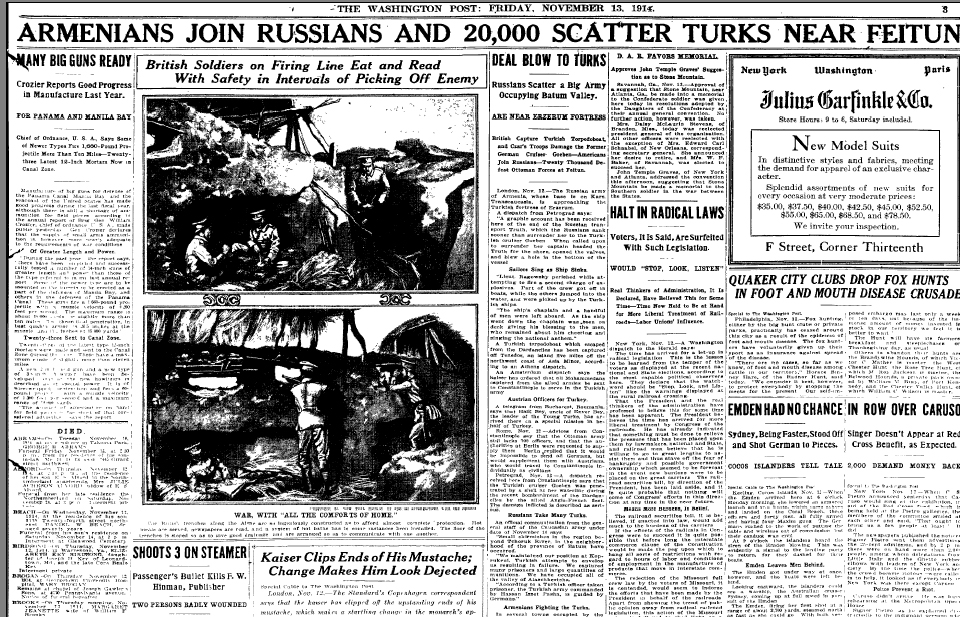

قاومت الميليشيا الأرمينية لحزب الهنشاك (حزب الهنشاك الاجتماعي الديمقراطي) في مدينة الزيتون (Süleymanlı) في نزاعين مسلحين، الأول بين 30 أغسطس و1 ديسمبر 1914 والثاني في 25 مارس 1915 مع الإمبراطورية العثمانية.

## المقاومة الأولى
ذكرت تقارير أن الأرمن في المقاومة الأولى، والتي استمرت ثلاثة أشهر من (30 أغسطس 1914 إلى 1 ديسمبر 1914)، ألحقوا الهزيمة بجميع القوات العثمانية. وتوفي 60 من ميليشيا الأرمن خلال النزاع الأول بحسب التقرير.[بحاجة لمصدر] وقد ساعدوا في القيام بمكافحة ومقاومة ضد الإبادة.[بحاجة لمصدر]

## المقاومة الثانية
أفادت التقارير أنه في يوم 25 مارس 1915، تم احتلال مدينة الزيتون من قِبل الجيش العثماني. وتاريخ بداية النزاعين غير معروف، ولكن في تقرير صادر عن السفير في القسطنطينية إلى المستشار الألماني (بيتمان هولفيج) ذُكر أن القتال بدأ منذ "عدة أسابيع قليلة ماضية"؛ وليس هناك عدد معين معروف للضحايا باستثناء الإشارة إلى 69 مدفعًا و612 بندقية و21 بندقية يدوية و70 حصانًا.[بحاجة لمصدر]